# Clariidae
Clariidae è una famiglia di pesci siluriformi.

## Generi
- Bathyclarias Jackson, 1959
- Channallabes Günther, 1873
- Clariallabes Boulenger, 1900
- Clarias Scopoli, 1777
- Dinotopterus Boulenger, 1906
- Dolichallabes Poll, 1942
- Encheloclarias Myers in Herre & Myers, 1937
- Gymnallabes Günther, 1867
- Heterobranchus Geoffroy Saint-Hilaire, 1808
- Horaglanis Menon, 1950
- Platyallabes Poll, 1977
- Platyclarias Poll, 1977
- Tanganikallabes Poll, 1943
- Uegitglanis Gianferrari, 1923
- Xenoclarias Greenwood, 1958